# 南龍太
南 龍太（みなみ りゅうた、1983年 - ）は、日本のジャーナリスト、著作家。

## 来歴
東京外国語大学外国語学部ペルシア語専攻卒業。

## 著書
- 『エネルギー業界大研究』産学社、2019年1月31日。
- 『電子部品業界大研究』産学社、2019年10月1日。